# O Escritor Fantasma
The Ghost Writer (bra/prt: O Escritor Fantasma) é um filme franco-germano-britânico de 2010, dos gêneros drama e suspense, dirigido por Roman Polański para a Summit Entertainment, com roteiro baseado no romance The Ghost, de Robert Harris, coautor do roteiro (com Polański). 
The Ghost Writer recebeu diversos prêmios, incluindo o de melhor diretor no Festival de Berlim.

## Elenco
- Ewan McGregor...o fantasma, o escritor-fantasma sem nome
- Pierce Brosnan...Adam Lang, ex-primeiro-ministro britânico.
- Olivia Williams...Ruth Lang, esposa de Lang.
- Kim Cattrall...Amelia Bly, assistente pessoal de Lang
- Timothy Hutton...Sidney Kroll, advogado americano de Lang
- Tom Wilkinson...Paul Emmett, professor de Harvard
- Jon Bernthal...Rick Ricardelli, agente literário
- James Belushi...John Maddox, executivo da Rhinehart
- Robert Pugh...Richard Rycart, ex-secretário britânico
- Tim Preece...Roy, diretor da Rhinehart
- David Rintoul...o estranho, ex-militar que perdeu o filho durante a Guerra no Afeganistão
- Eli Wallach...velho

## Sinopse
Quando um escritor fantasma britânico de sucesso concorda em completar as memórias do ex-primeiro-ministro britânico Adam Lang, seu agente lhe assegura que é a oportunidade de uma vida. Mas o projeto parece condenado desde o início - até porque o seu antecessor, o assessor de Lang de longa data Michael "Mike" McAra, morreu em um infeliz acidente em Massachusetts. Ressonante com temas da atualidade, este atmosférico e político suspense é uma história de enganos e traição em todos os níveis – sexual, político e literário. Em um mundo em que nada e ninguém são o que parece, o escritor fantasma logo descobre que o passado pode ser fatal – e que a história é decidida por quem permanece vivo para escrevê-la.

### Alusões
Pierce Brosnan interpreta o personagem Adam Lang, que traz semelhanças com o ex-primeiro ministro britânico Tony Blair. O personagem se envolveu com a Invasão do Iraque de 2003, a Guerra ao Terror e uma relação próxima com os Estados Unidos. O autor do livro que baseou o filme disse que foi inspirado em parte pelo descontentamento com as políticas de Blair.